# Tabernacolo del Velo della Veronica

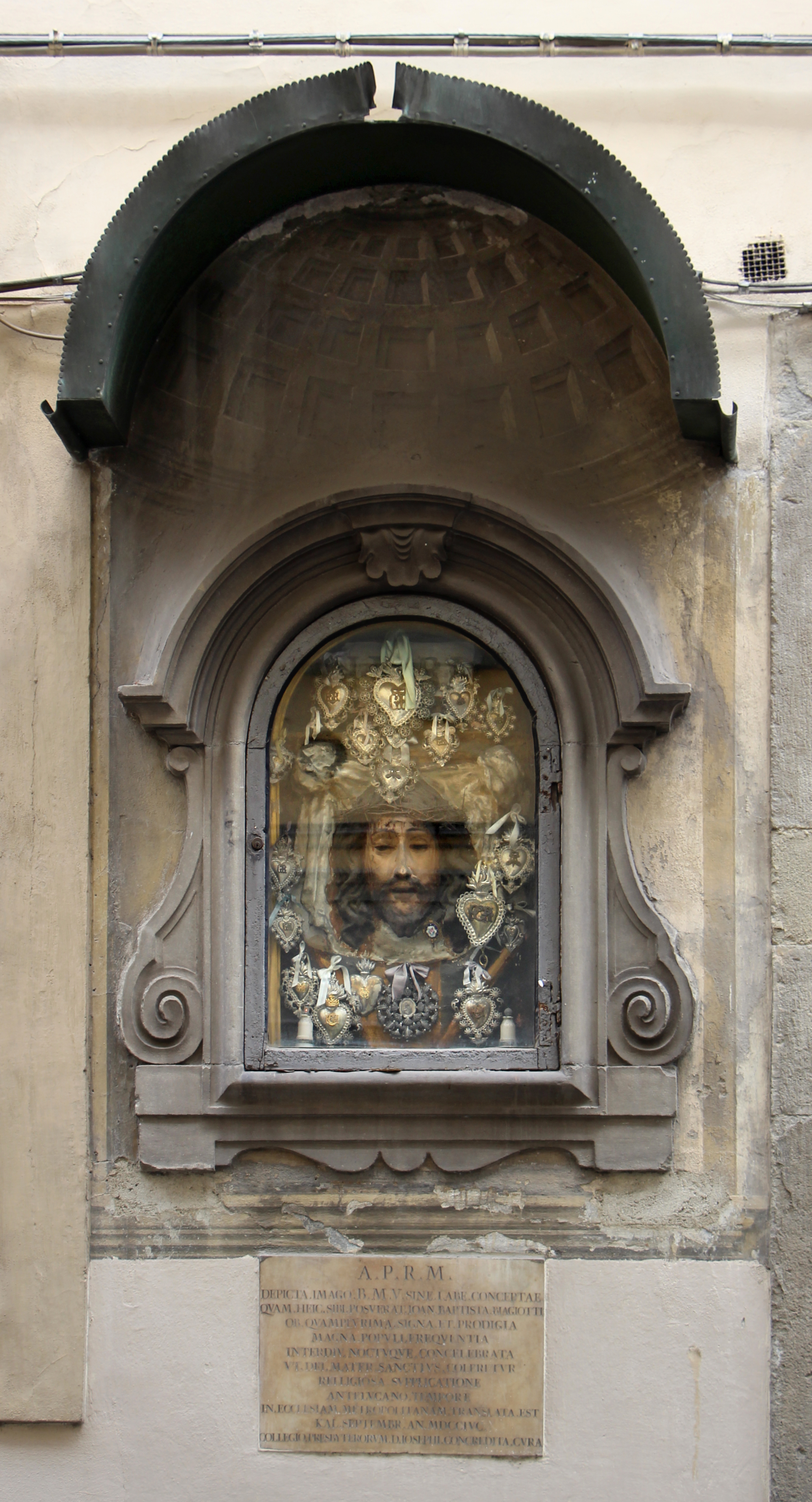
Il tabernacolo dell'Ecce Homo

Il tabernacolo del Velo della Veronica si trova in via Alfani 74 a Firenze, su un muro esterno della sede dell'opificio delle Pietre Dure.

## Storia
Su una casa che apparteneva alle monache di San Niccolò di Cafaggio, un tale Giovan Battista Biagiotti all'inizio del XVIII secolo fece apporre un tabernacolo con un piccolo dipinto dell'Immacolata Concezione. Su come tale immagine fosse poi sostituita con volto di Cristo coronato di spine in stucco lo ricorda una targa sotto il tabernacolo stesso:
| A. P. R. M. DEPICTA. IMAGO. B. M. V. SINE. LABE. CONCEPTAE QVAM. HEIC. SIBI. POSVERAT. IOAN. BAPTISTA. BIAGIOTTI OB. QVAMPLVRIMA. SIGNA. ET. PRODIGIA. MAGNA. POPVLI. FREQVENTIA INTERDIV. NOCTVQVE. CONCELEBRATA VT. DEI. MATER. SANCTIVS. COLERETVR RELLIGIOSA. SVPPLICATIONE ANTELVCANO. TEMPORE IN. ECCLESIAM. METROPOLITANAM. TRANSLATA. EST KAL. SEPTEMBR. AN. MDCCIVC COLLEGIO. PRESBYTERORVM. D. IOSEPHI. CONCREDITA. CVRA |

La traduzione è: "A perenne memoria dell'evento. L'immagine dipinta dell'Immacolata Concezione che Giovanni Battista Biagiotti aveva fatto collocare qui per sé [ossia per propria devozione], e che attirava giorno e notte grande affluenza di fedeli per i moltissimi segni miracolosi, affinché la Madre di Dio fosse venerata in modo più consono, fu trasportata in processione prima dell'alba nella Cattedrale il 1º settembre 1796 a cura del Collegio dei sacerdoti di San Giuseppe".

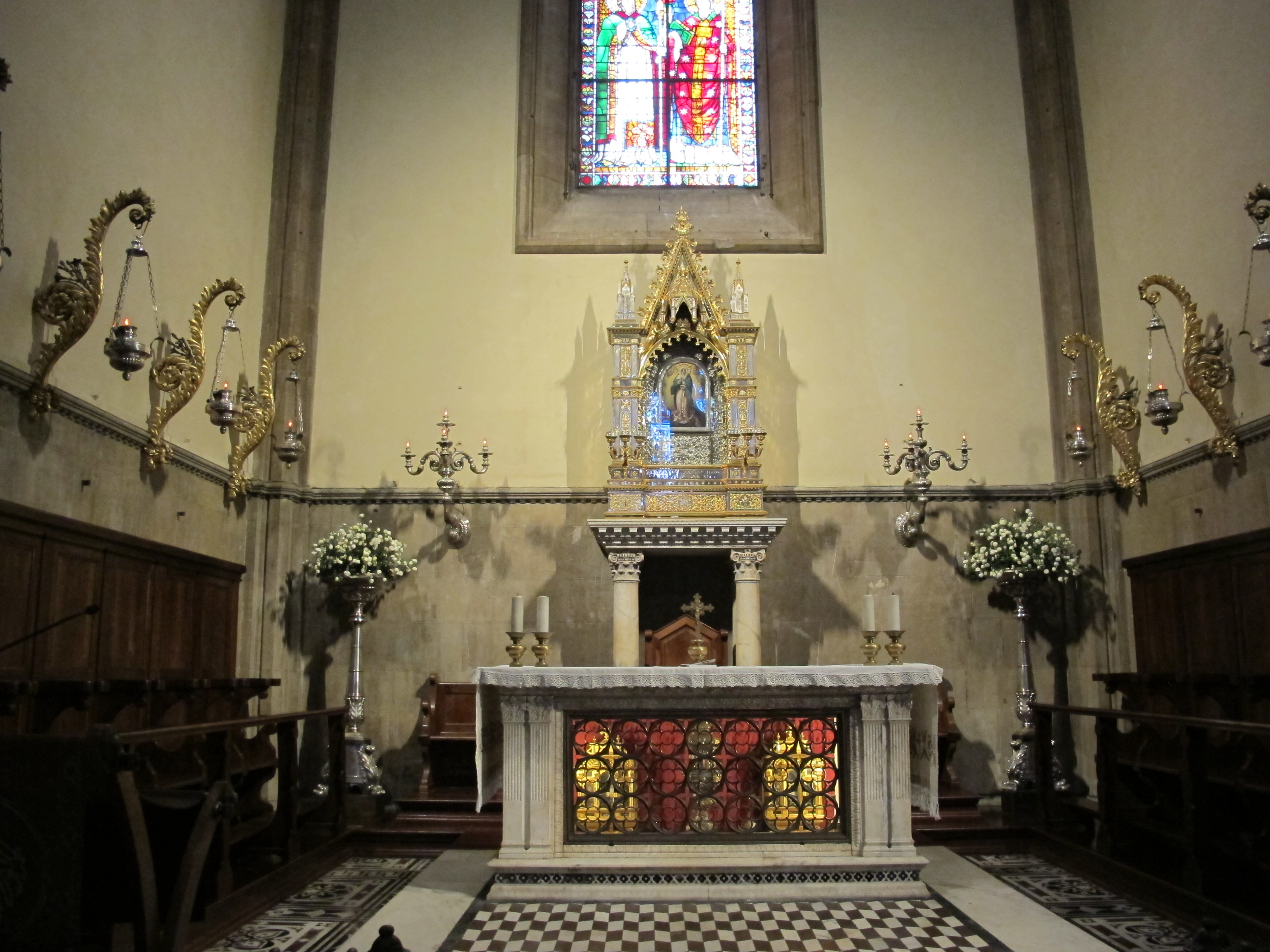
L'altare in Duomo

I fatti sono narrati per esteso nel libro Firenze Vecchia di Giuseppe Conti. Nell'estate del 1796, in un periodo di conflitti tra clericali e anticlericali nel quadro degli sconvolgimenti legati alla Repubblica francese, si moltiplicavano i miracoli in Toscana con cui i primi traevano alla loro causa gran parte della popolazione minuta. Due ramoscelli di gigli selvatici, posti davanti al tabernacolo della via chiamata allora via del Ciliegio, fiorino spontaneamente con la sola poca acqua del vaso lasciata lì chissà da quanto tempo. Presto si parlò al miracolo, e l'immagine sacra, nella crescente devozione popolare (incitata fortemente dal clero), fu dotata di un tendaggio di seta e di lanterne, che ne fecero quasi un piccolo altare all'aperto, dove si cantavano le laudi e si dicevano rosari. I numerosi miracoli e grazie ricevute sono ancora oggi testimoniati dai numerosi ex-voto appesi. L'affollamento della strada presto attirò anche straccioni in cerca di elemosina e borseggiatori, tanto che la situazione iniziò a degenerare.
Fu allora che l'arcivescovo Antonio Martini, con l'intenzione di mettere il luce la verità, incaricò il direttore del vicino orto botanico Attilio Orlandini, di emettere un parere sulla fioritura dei gigli, che fu giudicata "un caso affatto naturale e non prodigioso". Per evitare di incorrere in uno scandalo, l'arcivescovo allora dispose di trasferire l'immagine in Duomo, nella tribuna della Santissima Concezione, dove si trova tutt'oggi, dove a poco a poco fu dimenticata dalla devozione. Ancora oggi si trova racchiusa in un tabernacolo neogotico in argento offerto dal popolo fiorentino dopo i furti del 1851 e 1853. Ciò ha permesso di conservare meglio la piccola opera, che in passato è stata attribuita anche al Sassoferrato.

## Descrizione
Una nicchia in pietra serena, chiusa da un vetro, conserva il volto dell'Ecce Homo in stucco dipinto, opera anonima della fine del Settecento. Sotto l'arcata restano tracce di una semicupola dipinta a cassettoni, mentre non sono più vicibili ai lati i due putti reggenti ciliegie (allusione al nome antico della via), che descrisse Guido Carocci riferendoli a un seguace di Bernardino Poccetti.